# Embolada
Embolada ist eine zur brasilianischen Musik (Música Popular Brasileira) gehörende Liedform vor allem der Küstengebiete des Nordostens bis in den Sertão und stammt aus der portugiesischen Musiktradition. Zwei Wandersänger, sogenannte „Cantadores“ oder „Emboladores“, improvisieren komische und satirische Texte, oft mit sozialem oder politischem Bezug, in schnellen, kurzen Intervallen und begleiten sich dabei auf dem Pandeiro oder dem Ganzá bzw. dem Chocalho. Von einem der Sänger wird ein Refrain vorgegeben, auf den sein Partner mit wechselnden Strophen mit meist sechs, manchmal auch mit vier oder zehn Versen antwortet, während der Rhythmus immer schneller wird und die Rollen getauscht werden, bis beide erschöpft aufgeben. Dabei verwenden die Sänger Alliterationen und Onomatopoesien. Sie gehören auf den Feiras nordestinas, den ländlichen Märkten des Nordostens, zu den Hauptattraktionen, wie in Mika Kaurismäkis 2002 entstandenem Dokumentarfilm Moro no Brasil zu sehen.
Durch die Verbreitung im Radio und die Landflucht der Bewohner des Nordostens verbreitete sich diese ursprünglich rein ländliche Musikform und wurde zunehmend auch in den Städten populär. Auch wenn der brasilianische Rap seinen Ursprung in den USA hat, so sehen viele wegen der Wortkaskaden und des Sprechgesangs in der Embolada und in ähnlichen Musiktraditionen dieser Regionen Brasiliens doch einen möglichen Ursprung, zumal diese viel älter als der US-amerikanische Import sind.
Nicht verwechselt werden sollte dieser Stil mit dem Repente, da sich der Repentista, um nur einen Unterschied zu nennen, auf einer ländlichen Gitarre, der hier genannten „Viola“ begleitet.